# Maria Célia Camargo
Maria Célia Camargo, nome artístico de Maria Célia de Camargo Pinto (Itapetininga, 14 de maio de 1935) é uma atriz e produtora brasileira. Teve dois filhos com o ator Altair Lima.

## Carreira
Começou em teatro em 1950 no interior do estado de São Paulo. Indo para a Capital, estudou teatro com Ruggero Jacobbi. Em 1954, Maria Célia Camargo começou a atuar na televisão e participava do TBC (Teatro Brasileiro de Comédia). Nessa ocasião formou-se em Direito, pela Faculdade Mackenzie, mas voltou-se para a televisão e fez o “Teleteatro Brastemp”, na TV Excelsior. 

## Filmografia

### Televisão
| Ano  | Título                       | Personagem            | Emissora   |
| ---- | ---------------------------- | --------------------- | ---------- |
| 1959 | Grande Teatro Tupi           | Elsa                  | TV Tupi    |
| 1962 | A Única Verdade              | Francisca             | TV Tupi    |
| 1963 | TV de Vanguarda              | Sybil                 | TV Tupi    |
| 1963 | Grande Teatro Tupi           | —                     | TV Tupi    |
| 1964 | Alma Cigana                  | Madre Angélica        | TV Tupi    |
| 1964 | O Sorriso de Helena          | Helena                | TV Tupi    |
| 1964 | Grande Teatro Tupi           | —                     | TV Tupi    |
| 1965 | Teresa                       | Joana                 | TV Tupi    |
| 1966 | A Ré Misteriosa              | Natália               | TV Tupi    |
| 1967 | Estrelas no Chão             | —                     | TV Tupi    |
| 1967 | Meu Filho, Minha Vida        | Judith                | TV Tupi    |
| 1968 | O Homem Que Sonhava Colorido | —                     | TV Tupi    |
| 1977 | Éramos Seis                  | Dona Genu             | TV Tupi    |
| 1982 | Música ao Longe              | Zezé                  | TV Cultura |
| 1982 | Casa de Pensão               | Loló                  | TV Cultura |
| 1982 | Pic Nic Classe C             | Concheta              | TV Cultura |
| 1997 | Direito de Vencer            | —                     | TV Record  |
| 2006 | Cristal                      | Leonor                | SBT        |
| 2007 | Maria Esperança              | D. Conceição          | SBT        |
| 2008 | Câmera Café                  | Eva Dantas            | SBT        |
| 2010 | Ti Ti Ti                     | Dona Mocinha Maragoli | Rede Globo |
| 2011 | Macho Man                    | Mãe de Fréderic       | Rede Globo |
| 2013 | Amor à Vida                  | Senhora               | Rede Globo |

### Cinema
| Ano  | Título               | Personagem   |
| ---- | -------------------- | ------------ |
| 1965 | O Mistério do Taurus | Laura        |
| 1975 | O Predileto          | Orminda      |
| 2013 | Cores                | Dona Marlene |

## Teatro[6]
| Ano  | Título                             |
| ---- | ---------------------------------- |
| 1954 | A Filha de Iório                   |
| 1955 | Volpone                            |
| 1955 | Maria Stuart                       |
| 1956 | Hamlet                             |
| 1957 | Devoção à Cruz                     |
| 1959 | Plantão 211                        |
| 1960 | As Feiticeiras de Salém            |
| 1961 | Sem Entrada e Sem Mais Nada        |
| 1961 | As Almas Mortas                    |
| 1961 | A Escada                           |
| 1962 | A Morte do Caixeiro Viajante       |
| 1962 | Yerma                              |
| 1965 | Camila                             |
| 1967 | Marat/Sade                         |
| 1967 | A Infidelidade ao Alcance de Todos |
| 1969 | Hair                               |
| 1971 | Apocalipse                         |
| 1972 | Jesus Cristo Superstar             |
| 1987 | Em dia com a Noite                 |